# ノーサンプトン郡 (バージニア州)
ノーサンプトン郡（英: Northampton County）は、アメリカ合衆国バージニア州の東部に位置する郡である。2010年国勢調査での人口は12,389人であり、2000年の13,093人から5.4%減少した。郡庁所在地はイーストビル町（人口305人）であり、同郡で人口最大の町はイクスモア町（人口1,460人）である。
デルマーバ半島の先端に位置し、ノーサンプトン郡とアコマック郡はバージニア州東海岸を構成している。
始新世後期に隕石が墜落し、チェサピーク湾クレーターを形成した。ノーサンプトン郡はその中心にある。

## 歴史
1600年代初期、イングランド人開拓者がこのバージニア州東海岸地域に到着したとき、「アッコウマック」族の大酋長デビデアボン（別名「ラフィング・キング」）が地域を支配していた。当時の部族人口は約2,000人だった。
ノーサンプトン郡は奴隷制度時代に自由アフリカ系アメリカ人の故郷として長い歴史がある。中でも著名なのがタバコ農園と奴隷を所有したアンソニー・ジョンソンだった。1662年、アメリカの自由黒人に関する情報がノーサンプトン郡で初めて記録された。

## 地理
アメリカ合衆国国勢調査局に拠れば、郡域全面積は795平方マイル (2,060 km2)であり、このうち陸地207平方マイル (540 km2)、水域は588平方マイル (1,520 km2)で水域率は73.93%である。

### 空港
- キャンベル・フィールド空港

### 主要高規格道路
- アメリカ国道13号線
- バージニア州道178号線
- バージニア州道183号線
- バージニア州道184号線

### 隣接する郡と独立市
- アコマック郡 - 北
- バージニアビーチ市 - 南（チェサピーク湾の対岸）

### 国立保護地域
- バージニア東海岸国立野生生物保護区
- フィッシャーマン島国立野生生物保護区

## 人口動態
以下は2010年国勢調査による人口統計データである。
| 基礎データ - 人口: 12,839人 - 世帯数: 5,321 世帯 - 家族数: 3,543 家族 - 人口密度: 24人/km2（63人/mi2） - 住居数: 6,547軒 - 住居密度: 12軒/km2（32軒/mi2） 人種別人口構成 - 白人: 57.9% - アフリカン・アメリカン: 36.5% - ネイティブ・アメリカン: 0.2% - アジア人: 0.7% - 太平洋諸島系: 0.1% - その他の人種: 3.2% - 混血: 1.4% - ヒスパニック・ラテン系: 7.1% 先祖による構成 - アフリカ系：36% - イギリス系：15% - ドイツ系：7% - アイルランド系：6% - イタリア系：3% 年齢別人口構成 - 18歳未満: 23.3% - 18-24歳: 7.1% - 25-44歳: 23.6% - 45-64歳: 24.8% - 65歳以上: 21.2% - 年齢の中央値: 42歳 - 性比（女性100人あたり男性の人口） - 総人口: 87.9 - 18歳以上: 84.1 | 世帯と家族（対世帯数） - 18歳未満の子供がいる: 25.7% - 結婚・同居している夫婦: 45.3% - 未婚・離婚・死別女性が世帯主: 17.5% - 非家族世帯: 33.4% - 単身世帯: 29.4% - 65歳以上の老人1人暮らし: 15.6% - 平均構成人数 - 世帯: 2.39人 - 家族: 2.94人 収入と家計 - 収入の中央値 - 世帯: 28,276米ドル - 家族: 35,034米ドル - 性別 - 男性: 26,842米ドル - 女性: 21,839米ドル - 人口1人あたり収入: 16,591米ドル - 貧困線以下 - 対人口: 20.5% - 対家族数: 15.8% - 18歳未満: 29.2% - 65歳以上: 16.5% |

ノーサンプトン郡ではアメリカ合衆国最古の法廷記録が残されている。

## 町

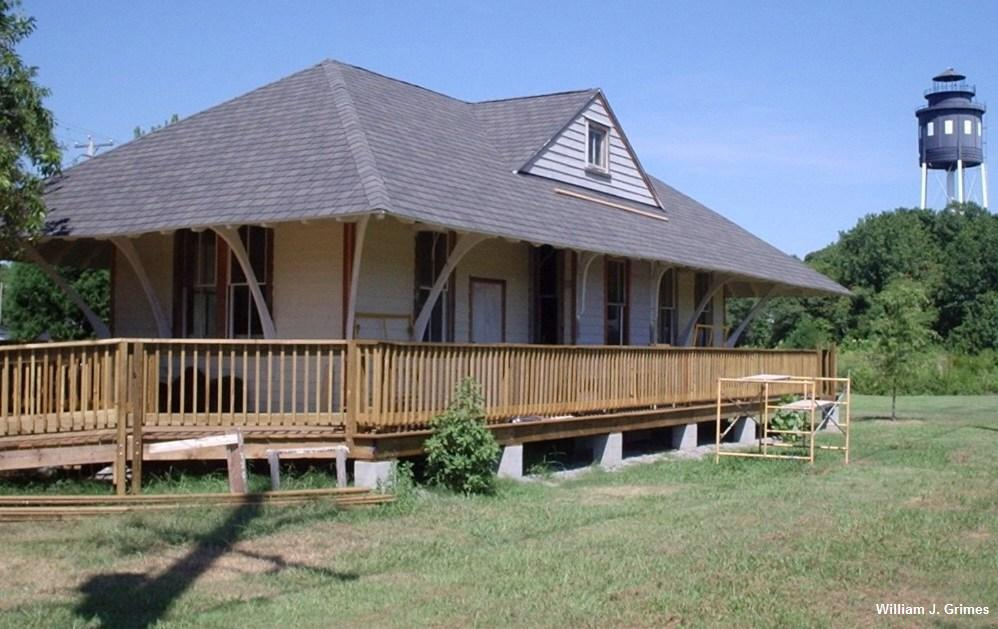
ケープチャールズ

| - イーストビル - 郡庁所在地 - イクスモア - ベルヘイブン - ケープチャールズ - チェリトン | - ナサワドックス - オイスター（未編入の町） - ベイビュー（未編入の町） |

## 教育
ノーサンプトン郡公共教育学区が郡内の公立学校を管轄している。

## 著名な出身者
- エイベル・アップシャー（1791年-1844年）、ノーサンプトン郡生まれ、アメリカ合衆国国務長官とアメリカ合衆国海軍長官を歴任[7]